# Stabandža
Stabandža (en cyrillique : Стабанџа) est un village de Bosnie-Herzégovine. Il est situé dans la municipalité de Velika Kladuša, dans le canton d'Una-Sana et dans la fédération de Bosnie-et-Herzégovine. Selon les premiers résultats du recensement bosnien de 2013, il compte 972 habitants.

## Géographie
Le village est situé au bord de la rivière Stabandža, un affluent de la Glivnica.

## Démographie

### Évolution historique de la population dans la localité
| 1948 | 1953 | 1961 | 1971 | 1981 | 1991 | 2013 |
| ---- | ---- | ---- | ---- | ---- | ---- | ---- |
| -    | -    | 593  | 750  | 868  | 941  | 972  |

|  |